# Mezei Balázs
Mezei Balázs Mihály (hazai publikációkban gyakran Mezei Balázs; külföldi publikációkban Balázs M. Mezei; Budapest, 1960. február 15. –) magyar filozófus, vallásteológus, irodalmár, habilitált egyetemi tanár, az ELTE Bölcsészettudományi Kar professzora (1994-2011), a PPKE BTK professzora (2004-2020), a Budapesti Corvinus Egyetem kutatóprofesszora (2021-), a Magyar Tudományos Akadémia kandidátusa és nagydoktora, a Szent István Tudományos Akadémia rendes tagja, a Magyar Filozófiai Enciklopédia vezető szerkesztője. Szakterületei a filozófia- és teológiatörténet, a fenomenológia és a vallásfilozófia.

## Életpályája

### Oktatói tevékenysége
1992-ben szerzett doktori fokozatot, 1999-ben habilitált. Az MTA nagydoktora (2006).
- adjunktus (Miskolci Egyetem BTK 1992–1994);
- adjunktus (ELTE BTK 1994–2000);
- docens (ELTE BTK, 2000–);
- docens (PPKE BTK, 2003–);
- egyetemi tanár (PPKE BTK, 2005–2021);
- egyetemi tanár (ELTE BTK, 2009–2011);
- kutatóprofesszor (Budapesti Corvinus Egyetem, 2021–)

Számos USA-beli és európai egyetemen tanított vendégelőadóként.

### Fontosabb szakmai eredményei
- 1994-1995: Central European University Research Support Scheme Scholarship for Brentano’s Theory of the History of Philosophy (publikálva The Four Phases of Philosophy címen, szerzőtárs Barry Smith),
- 1995-1996: Vendégkutató, Institute for Human Sciences in Vienna, Austria,
- 1996: DAAD-ösztöndíj, Wuppertali Egyetem, Németország,
- 1996: Pro Renovanda Cultura Hungariae-díj,
- 1996: Vendégkutató, Institute for Advanced Studies in the Humanities at University of Edinburgh,
- 1997: Vendégkutató, Leuven (Husserl-archívum),
- 1997: Vendégkutató, Franz Rosenzweig Research Center, Hebrew University of Jerusalem,
- 1997-2001: Széchenyi Professzori Ösztöndíj,
- 1998-1999: Research Support Scheme Scholarship (granted by the Open Society Institute in Prague, the Czech Republic),
- 1998-1999: International NATO Fellowship,
- 2002: Széchenyi István Ösztöndíj,
- 2003-2004: Frederick T. Crosson Fellowship, University of Notre Dame, Indiana, USA,
- 2004-2005: Vendégtanár a chilei Pápai Katolikus Egyetemen (Santiago de Chile),
- 2006: Nemzetközi kutatói ösztöndíj a Woodstock Theological Centerben, Georgetown University, Washington D. C., USA,
- 2007: Cardin Chair (vendégtanári tevékenység), Loyola University of Maryland, USA,
- 2010-2016: Kutatói és oktatói tevékenység a University of Notre Dame-en,
- 2010-2016 között a University of Notre Dame-en folytatott visszatérően kutatói és oktatói tevékenységet. Ennek finanszírozását több forrás biztosította, így a Fulbright Fellowship (2015) és a Nanovic Institute többféle támogatása,
- 2019-ben tudományos munkássága elismeréseként a Magyar Érdemrend Tisztikeresztjével tüntették ki,
- 2019-től a Magyar Filozófiai Enciklopédia vezető szerkesztője,
- 2020-tól az ELKH (mai nevén HUN-REN) Tudományos Tanácsának tagja,
- Szerkesztője a Szent István Társulat Fides et ratio-sorozatának, az Illuminating Modernity-sorozatnak (Bloomsbury), a Vallástudományi Könyvtár sorozatának (L’Harmattan), ill. szerkesztőbizottsági tagja számos filozófiai folyóiratnak.

## Családja
Édesapja Mezei Ottó művészettörténész (Magyar Köztársasági Érdemrend, 1996), édesanyja Mezei Ottóné Legéndi Klára, az 1945 utáni magyar Waldorf-mozgalom alapítója (Magyar Arany Érdemkereszt, 2013). Testvérei Mezei Krisztina (Kristina Maria Mezei) művészettörténész, Mezei Anna (+1986), Mezei Mihály agrárközgazdász, biodinamikus termelő, és Mezei Dániel sportmenedzser, riporter. Felesége Mezei-Tóth Andrea (személyiségfejlesztő). Gyermekei Mezei Christoph és Mezei Márton Áron.

## Filozófiája
Munkásságára korunk vezető gondolkodói voltak meghatározó hatással, mint amilyen Josef Seifert, Barry Smith, Richard Swinburne, Vető Miklós, William Desmond, Cyril O’Regan. Idehaza legjelentősebb pályatársának Tengelyi Lászlót tartotta. Életcélját fiatalkora óta az autochton magyar nyelvű gondolkodás erősítésében látta, amely nem egyszerűen a valóságról szól, hanem a valóság szólal meg benne. Ezt nevezi visszatérően vallási vagy revelációs gondolkodásnak, vallásbölcseletnek.
A vallásról való gondolkodás terén három, szisztematikus igénnyel megírt munkát adott közre. Az első munka 1997 elején látott napvilágot, címe: Zárójelbe tett Isten. Edmund Husserl és egy fenomenológiai prototeológia vázlata (Budapest: Gond-Osiris). A másik munka Vallásbölcselet címmel, két kötetben jelent meg mintegy 70 ív terjedelemben 2004-ben, ténylegesen 2005 elején (Gödöllő-Máriabesnyő: Attraktor). 2017-ben adta közre angol nyelvű szisztematikus munkáját Radical Revelation: A Philosophical Approach címen (Edinburgh: T&T Clark). Továbbá 2010-ben a Mai vallásfilozófia, 2013-ban a Religion and Revelation after Auschwitz c. munkája látott napvilágot, ill. 2021-ben jelent meg munkatársaival közösen megtervezett és kivitelezett The Oxford Handbook of Divine Revelation c. munkája, amelyet megelőzően és követően visszatérően publikált a vallási gondolkodás témáiban.
Miként Marosán Bence Péter, Mezei Balázs volt doktorandusza írja, „Mezei Balázs Vallásbölcselet című művéről összefoglalóan az a véleményem, hogy olyan nagy ívű, minden igazán lényeges filozófiai kérdést érintő alapvetés, melynek filozófiai potenciái máig erősen kihasználatlanok maradtak. Ez a mű még ma is sok gondolkodni (tűnődni) valót ad, azzal együtt, hogy olyan vállalkozás első, valóban szisztematikusan kifejtett dokumentumáról van benne szó, melyet a szerző később olyan rendszeres művekben vitt tovább, mint a Religion and Revelation after Auschwitz és a Radical Revelation. Ha meg kellene jelölni ennek a vállalkozásnak a filozófiai műfaját, akkor a ’fenomenológiai alétheiológia’ kifejezést alkalmaznám, amennyiben olyan törekvésekről van szó, melyeknek központi mozzanata az igazság problémája. Mezei gondolatai a valóság végső feltárultságának mikéntjére, mibenlétére, feltételeire irányulnak. Abban a tekintetben, hogy Mezei határozottan állítja: a filozófia nem mondhat le a klasszikus metafizikai kérdések újratárgyalásáról, a velük való, mindig megújuló vívódásról sem, vállalkozása a fenomenológiai (vagy legalábbis fenomenológiai inspirációjú vagy eredetű) metafizika egyik gyümölcsöző útját kínálja a kortárs filozófusok kutató közössége számára.” Marosán Bence Péter: A valóság önvallomásai. Magyar Filozófiai Szemle, 2019, 01, 246-254 (https://epa.oszk.hu/00100/00186/00060/pdf/EPA00186_magyar_filozofiai_szemle_2019_01_246-254.pdf).

## Néhány fontosabb megjelent műve
Bővebben: Magyar Tudományos Művek Tára
- Divine Revelation and the Sciences. London: Routledge, 2024.
- The Oxford Handbook of Divine Revelation. Oxford: OUP, 2021 (társszerkesztők Francisca A. Murphy és Kenneth Oakes)
- Megújító újdonság. Tanulmányok Vető Miklós munkásságáról. Saját tanulmányaikkal együtt szerk. Schmal Dániel és Mezei Balázs. Budapest,     Szent István Társulat, 2020.
- Illuminating Faith. New York: Bloomsbury, 2015 (társszerzők Francisca A. Murphy és Kenneth Oakes)
- Religion and Revelation after Auschwitz. New York: Bloomsbury, 2013.
- A modernitás válsága. Az egyesült államokbeli konzervatív publicisztika kialakulása és főbb témái; szerk., bev. Mezei Balázs; Századvég, 2014.
- Mai vallásfilozófia. Budapest: Kairosz, 2010.
- Friedrich von Schiller: Mámordal. Az An die Freude új magyar fordítása. Jegyzetekkel és kísérő tanulmánnyal Mezei Balázs tollából. Budapest: Kairosz, 2006.
- Ezredvégi számvetés. Esszék a vallásról. Gödöllő: Attraktor, 2005.
- Vallásbölcselet. A vallás valósága. I-II köt., Gödöllő: Attraktor, 2004 (ténylegesen 2005).
- Walter Brugger: Philosophisches Wörterbuch. Szerkesztette, a terminológiát megállapította és bevezetővel ellátta Mezei B. Budapest: Szent István Társulat, 2005.
- Vallás és hagyomány. Budapest: L’Harmattan, 2003.
- Fénelon, Francois: Értekezés Isten létéről és tulajdonságairól. Ford. és utószóval ellátta Mezei B., Budapest: Szent István Társulat (Fides et ratio), 2002.
- A hang metamorfózisa. Versek. Budapest: Kortárs, 2001.
- Bernard Bolzano: A lélek halhatatlansága. Mi a filozófia? Ford. Csikós Ella, Mezei B., Budapest: Szent István Társulat (Fides et ratio), 2001.
- Edmund Husserl: Karteziánus elmélkedések. Bevezetés a fenomenológiába. Ford., utószóval és jegyzetekkel ellátta Mezei Balázs, Atlantisz Könyvkiadó, Budapest, 2000 (Mesteriskola), ISBN 9789639165458
- A teizmus racionalitása. Világosság, 2000. február, 22-39.
- A lélek és a másik. Jan Patocka és a fenomenológia. Atlantisz Könyvkiadó, Budapest, 1998 (Kísértések), ISBN 9639165042
- Swinburne és a teizmus filozófiája. Richard Swinburne: Van Isten?, Budapest: Kossuth 1998, 165-197.
- Edmund Husserl: Az európai tudományok válsága és a transzcendentális fenomenológia, I-II. köt., fordította  másokkal együtt Mezei B., a terminológiát koordinálta és utószóval ellátta Mezei B. (A tiszta ész krízise, 2. köt., 261-346 oldalak), Atlantisz Könyvkiadó, Budapest,1998 (Mesteriskola), ISBN 9637978976
- Zárójelbe tett Isten – Edmund Husserl és egy fenomenológiai prototeológia alapjai. Budapest: Osiris, 1997.
- Fenomenológia és hermeneutika – Paul Ricoeur és Edmund Husserl egy-egy írása. ford. Mezei B., kritikai esszé Mezei B., Budapest: Kossuth, 1997.
- Franz Brentano: Az erkölcsi ismeret eredete. Fordította, jegyzetekkel és előszóval ellátta Mezei B., Budapest: Kossuth, 1994.
- Vakfolt. Versek, Budapest: Szépirodalmi Könyvkiadó, 1990.
- Claudianus, Claudius versei. Fordította, jegyzetekkel és utószóval ellátta Mezei B., Budapest: Európa könyvkiadó, 1988.